# Балог, Янош
Янош Балог (венг. Balogh János; 10 сентября 1892, Кездивашархей — 12 сентября, 1980, Будапешт) — румынский и венгерский шахматист, Международный мастер ИКЧФ (1953).

## Биография
Родился в Трансильвании, которая тогда была в составе Австро-Венгрии, а после Первой мировой войны отошла в состав Румынии. До 1934 года жил в Румынии, а потом переехал в свою этническую родину Венгрию. По профессии был адвокатом.
С середины 1920-х до конца 1930-х годов был одним из ведущих шахматистов Румынии, а потом и Венгрии. Многократный лауреат чемпионатов Румынии по шахматам, в которых завоевал золотую (1930), две серебряные (1929, 1931) и две бронзовые (1926, 1934) медали.
Представлял сборные Румынии и Венгрии на крупнейших командных турнирах по шахматам:
- в шахматных олимпиадах участвовал три раза (1928—1931);
- в неофициальных шахматных олимпиадах участвовал два раза (1926, 1936). В неофициальной шахматной олимпиаде в 1926 году завоевал бронзовую медаль в командном зачёте в составе сборной Румынии, а в неофициальной шахматной олимпиаде в 1936 году в составе сборной Венгрии завоевал золотую медаль в командном зачёте и бронзовую медаль в индивидуальном зачёте[2].

После Второй мировой войны три раза участвовал в финалах чемпионатов Венгрии по шахматам (1946, 1947, 1950). В последующие годы серьёзно занимался игрой по переписке. Принимал участие в финалах двух первых шахматных чемпионатов мира по переписке (1950—53, 1956—59). За успехи в турнирах по переписке Международная федерация шахматной игры по переписке (ИКЧФ) в 1953 году присвоила Балогу звание международного мастера по переписке (IMC).
Оставил значительный вклад в теорию дебютов. Его имя носит защита, которая с перестановкой ходов может образоваться как от защиты Пирца — Уфимцева — 1. e4 d6 2. d4 f5, так и от гамбита Стаунтона — 1. d4 f5 2. e4 d6. Также именем Балога назван вариант в будапештском гамбите — 1. d4 Кf6 2. c4 e5 3. dxe5 Кg4 4. e4 d6.